# Un héros ordinaire (film, 1995)
Pour plus de détails, voir Fiche technique et Distribution.
Un héros ordinaire (italien : Un eroe borghese) est un film italien, réalisé par  Michele Placido en 1994 et sorti en 1995 en Italie. Le scénario s'inspire du roman « Un eroe borghese  » de Corrado Stajano (it) qui raconte l'histoire de Giorgio Ambrosoli.

## Synopsis
En 1974, à Milan. L'avocat Giorgio Ambrosoli, est nommé mandataire liquidateur de la Franklin National Bank, et son propriétaire, Michele Sindona a fui à New York. Ambrosoli doit faire face au brigadier Silvio Novembre, de la police financière et collabore avec lui mettant en évidence la corruption des milieux politiques italiens et les malversations commises par Sindona qui New York, Sindona met tout en œuvre pour empêcher son extradition.

## Fiche technique
- Titre : Un héros ordinaire
- Titre original : italien : Un eroe borghese
- Réalisation : Michele Placido
- Scénario : Graziano Diana
 Angelo Pasquini
 Corrado Stajano
- Production : Pietro Valsecchi
- Photographie : Luca Bigazzi
- Musique : Pino Donaggio
- Genre : Drame
- Date de sortie en France :  5 juin 1996

## Distribution
- Fabrizio Bentivoglio :	Giorgio Ambrosoli
- Michele Placido :	Silvio Novembre
- Philippine Leroy-Beaulieu :	Anna Ambrosoli
- Omero Antonutti :	Michele Sindona
- Laura Betti :	Trebbi
- Laure Killing :	Mowglie Novembre
- Tognazzi Ricky :	le docteur Sarcinelli
- Abbati Roberto :	le professeur Marino

## Distinctions
- 1995 : David di Donatello du meilleur producteur pour Pietro Valsecchi